# Єрема Анатолій Васильович
Анатолій Васильович Єрема (нар. 4 грудня 1959, Чернівці) — креативний продюсер телеканалу 1+1  (2012-2020), ведучий каналу «1+1» (1997-2010), ведучий каналу «Перший» (з 2020 року). Також є ведучим слоту Першого каналу суспільного мовника телемарафоні «Єдині новини». Один із перших відомих людей, які зізналися у своїй гомосексуальності.

## Життєпис
Народився 4 грудня 1959 року в Чернівцях. Проживав з батьками у с. Кам'янка у Чернівецькій області. Батьки його працювали в Кам'янській школі вчителями. Ще з дитинства Анатолій був працелюбним і самостійним. Він збирав і здавав лікарські рослини. Батьки вважали, що він стане біологом. Та його заповітною мрією була журналістика.
Першу статтю в районну газету «Будівник комунізму» Анатолій написав у шостому класі про роботу агіткультбригади. Другою була критична стаття про стан збереження художньої літератури у сільській бібліотеці. Так він став позаштатним кореспондентом районної газети. Його статті друкували і в обласній, і навіть у республіканській газеті. 1976 року Анатолій закінчує школу і поступає на філологічний факультет Київського державного університету ім. Шевченка.
Під час здачі вступного іспиту з історії він показав глибокі знання з цього предмету і йому запропонували навчання на історичному факультеті. Та Анатолій відмовився. Такий вибір він зробив завдяки своєму вчителю російської мови та літератури Гаряїнову Миколі Олександровичу
Після закінчення університету 1981 року здобув спеціальність філолога-славіста.
1990 — закінчив аспірантуру при Інституті мистецтвознавства, фольклору та етнографії ім. Рильського АН України за спеціальністю «Слов'янська фольклористика». 21 грудня 1990 року у Мінську в Інституті мистецтвознавства та етнографії АН Білоруської РСР захистив дисертацію кандидата філологічних наук на тему «Болгарские народные загадки: историко-функциональные особенности и поэтика».
Після захисту він їде працювати вчителем у Бучанську школу-інтернат для дітей-сиріт. Потім працював викладачем української мови та літератури у середній школі № 219 міста Києва. Анатолій досконало володіє шістьма мовами і розуміє споріднені слов'янські мови. Це дає йому можливість працювати гідом-перекладачем Бюро міжнародного молодіжного туризму «Супутник».

## Трудова діяльність
- 1978–1982 — позаштатний гід-перекладач турфірм «Супутник» та «Інтурбюро».
- 1981–1983 — вихователь Бучанської та Трипільської шкіл-інтернатів Київської області.
- 1983–1984 — викладач української мови та літератури СШ № 219 (м. Київ).
- 1984–1990 — молодший науковий співробітник Інституту мистецтвознавства, фольклору та етнографії ім. Максима Рильського НАН України.
- 1990–1996 — викладач кафедри славістики філологічного факультету Київського державного університету ім. Тараса Шевченка. У 1991—1993 рр. — заступник декана філологічного факультету.
- 1993–1995 — викладач української мови Яґеллонського університету (м. Краків, Польща).
- 1995–1996 — редактор та ведучий програм «Телесвіт» та «Світ за вчора» (телекомпанії Ютар та УТ-1).
- 1996 — викладач української мови Пенсильванського університету (м. Стейт Коледж, США).
- 1996 — другий секретар Управління міжнародних організацій Міністерства закордонних справ України.
- 1997 — помічник прес-аташе Посольства США в Україні.

У грудні 1997 року почав працювати на каналі «1+1». Спочатку як ведучий програми «Сніданок з 1+1» — з грудня 1997 по 1998 рік.
1998–2000 — головний редактор програми «Телеманія».
2000–2006 — знову в «Сніданку з 1+1».
З 2004 по 2009 роки — вів програму «Документ», а з 2005 року по 2007 роки  — «Імперію кіно».
2006 — призначений Генеральним продюсером та головним режисером телеканалу «1+1 International».
У листопаді 2012 року був призначений головним продюсером з розважальних проектів каналу «1+1». Також він працював над проектами «Міняю жінку», «Джентльменський набір» та інших. У кінці червня 2020 року він звільнився з посади креативного продюсеру «1+1 Media». Як він пояснив, це спричинено кризою у зв'язку з пандемією коронавірусу, через що зйомки реаліті-шоу стали неможливі.
З 2020 року — ведучий телеканалу «UA:Перший». Вів програми «Суспільна студія», «Прозоро. Про актуальне», «Прозоро. Про соціальне».
З 24 лютого 2022 року по 18 травня 2024 року — ведучий інформаційного блоку телеканалу «Перший» у телемарафоні «Єдині новини».
З 23 травня 2024 року  — ведучий інформаційного проекту «Суспільне. Студія».

## Фільмографія
- 2023 - Шлюбна (не)рівність в Україні (дебют Анатолія та його бойфренда Миколи)

## Дубляж
- 2024 - Учень. Історія Трампа - Енді Воргол[7]

## Особисте життя
Весною 2006 року у програмі «Неймовірні історії кохання» зізнався, що він гей, пішовши на камінг-аут другим серед вітчизняних зірок (першим був 1997 року Костянтин Гнатенко). В інтерв'ю проекту «LGBT talk» він пояснив, як це було: до нього прийшла журналістка і брала інтерв'ю. Він зрозумів і запитав у журналістки «Ти хочеш про це поговорити», на що вона сказала «Так». Він їй запитав: «А навіщо це тобі?». Коли він упевнився в тому, що людина дуже серйозно до цього ставиться - він одразу не погодився зізнаватися, він взяв тайм-аут, подумав над цим і вирішив зізнатися.
До публічного камінг-ауту він зізнався у цьому своій родині. Як він пояснив, у його сім'ї була родинна рада, і він казав своєму братові та своїй сестрі, на що вони попросили не говорити особисто батькам, але вони самі за нього розкажуть. Вони йому переказали реакцію мами, її реакція була «лиш би не було війни».
Деякі люди з цеху його підтримували, ті, хто не підтримував - мовчали, а дехто у нього запитали навіщо він це зробив. Він пояснив, що він здер слова журналістки, яка запитувала у нього про це, що вона хотіла, щоб люди не боялися зізнаватися у своїй орієнтації.
До свого усвідомлення гомосексуальності він 12 років перебував у шлюбі з жінкою.
2008 року головував в журі програми фільмів на ЛГБТ-тематику «Сонячний зайчик / Sunny Bunny» 38-ого Міжнародного кінофестивалю «Молодість». Взяв участь у конференції «Права лесбійок і геїв — права людини!», яка проходила у Києві 4-5 жовтня 2008 року.
Також з 2008 року став регулярно бувати у гей-клубах, не приховуючи свого постійного партнера перед публікою. Зокрема, відвідав презентацію альбому Костянтина Гнатенка в клубі «Помада». 2010 року продюсував ЛГБТ-кінофестиваль «Інша любов».
Володіє англійською, болгарською, польською, російською та сербською мовами.
Виховує доньку та сина, зі своїм партнером живе у Києві (з квітня 2022 по червень 2023 жив у Львові). Зараз перебуває у відносинах з працівником компанії «Talent500», засновником рекрутингової агенції «RecruitExpert» Миколою Шестаковським. Разом з ним знявся у фільмі Юрія Двіжона «Шлюбна (не)рівність в Україні».
Захоплення — мандри. Виховує дітей та онуків..Також має домашнього улюбленця - кішку на ім'я Ґолда.

### Інтерв'ю
- «Коли задля принципу „аби про мене так не подумали“ люди вдаються ще й гомофобної риторики, то це взагалі за гранню добра і зла»
- Один з небагатьох «публічних» геїв українського шоу-бомонду Анатолій Єрема продовжує підтримувати одностатеве кохання. [Архівовано 8 жовтня 2014 у Wayback Machine.]
- Анатолій Єрема: Навіть коли в реаліті знімається демон, він має глядачу подобатися [Архівовано 12 жовтня 2014 у Wayback Machine.]
- Лицо телеканала «1+1» Анатолий ЕРЕМА: «Когда я начал любить мужчин, поначалу не знал, как с этим жить» [Архівовано 30 січня 2012 у Wayback Machine.]
- Анатолій Єрема: телебачення — це замкнене коло
- Анатолій ЄРЕМА: Як глядач піде на культуру, якщо ми не даємо йому шанс? [Архівовано 11 жовтня 2014 у Wayback Machine.]: Відеоінтерв'ю:
- Анатолій Єрема у «Сніданку з 1+1» [Архівовано 5 квітня 2016 у Wayback Machine.]